# Propiedad específica
En termodinámica, es una magnitud intensiva obtenida como cociente de dos magnitudes extensivas, o equivalentemente una cantidad extensiva por unidad de masa o volumen (o por unidad de otra magnitud extensiva). Ejemplos:
- El peso específico {\displaystyle \gamma =\rho g} (donde {\displaystyle \rho } es la densidad de la sustancia y g la aceleración de la gravedad).
- El volumen molar {\displaystyle v=V/n} (donde V es igual al volumen y n el número de moles de una sustancia).
- La entapía o la energía libre de Gibbs molar: h y g.

- Datos: Q16622519